# سموئل پیزیگناکو
سموئل پیزیگناکو (انگلیسی: Semuel Pizzignacco؛ زادهٔ ۱ سپتامبر ۲۰۰۱) بازیکن فوتبال است.
وی همچنین در تیم ملی فوتبال زیر ۲۰ سال ایتالیا بازی کرده‌است.